# Sindrome da burnout
La sindrome da esaurimento professionale, più nota con l'anglicismo sindrome da burnout (o più semplicemente burnout), è l'esito patologico di un processo stressogeno che interessa, in varia misura, diversi operatori e professionisti che sono impegnati quotidianamente e ripetutamente in attività che implicano relazioni interpersonali.
Esistono filoni di ricerca su forme di burnout specifiche e uno di essi riguarda il burnout dello studente, detto anche "burnout accademico" o più genericamente "burnout da apprendimento".

## Analisi e caratteristiche
La “sindrome del burnout” è un tipo specifico di disagio psicofisico connesso al lavoro che interessa, in varia misura, diversi operatori e professionisti che sono impegnati quotidianamente e ripetutamente in attività che implicano le relazioni interpersonali.
Tale problema è stato descritto inizialmente da H. Freudenberger e da Christina Maslach che portarono avanti le prime osservazioni sul fenomeno dopo che nel 1970 avevano notato i sintomi caratteristici su alcuni operatori in un reparto di igiene mentale.
Come sottolineano i risultati di alcune osservazioni sull'incidenza del fenomeno su mestieri differenti, "il burnout" colpisce in misura prevalente coloro che svolgono le cosiddette professioni d'aiuto o “helping professions” ma anche coloro che, pur avendo obiettivi lavorativi diversi dall'assistenza, entrano continuamente in contatto con persone che vivono stati di disagio o sofferenza.
Il problema è stato riscontrato in modo predominante in coloro che operano in ambiti sociali sociosanitari e sanitari o della salute come medici, psicologi, assistenti sociali, pedagogisti, counselors, esperti di orientamento al lavoro, fisioterapisti, operatori dell'assistenza sociale e sanitaria, infermieri, educatori sanitari e socio-pedagogici, agenti delle forze dell'ordine e operatori del volontariato.
A partire dai primi anni in cui il fenomeno è stato studiato, esso è stato riscontrato anche in tutti quei mestieri legati alla gestione quotidiana dei problemi delle persone in difficoltà, a partire dai poliziotti, carabinieri, vigili del fuoco, fino ai consulenti fiscali, avvocati, nonché in quei tipi di professioni educative (per es. insegnanti) che generano un contatto, spesso con un coinvolgimento emotivo profondo, con i disagi degli utenti con cui lavorano e di cui guidano la crescita personale.
Ne consegue che, se non opportunamente trattati, questi soggetti cominciano a sviluppare un lento processo di "logoramento" o "decadenza" psicofisica dovuta alla mancanza di energie e di capacità per sostenere e scaricare lo stress accumulato (il termine burnout in inglese significa proprio "bruciarsi"). In tali condizioni può anche succedere che queste persone si facciano un carico eccessivo dei problemi delle persone di cui si prendono cura, non riuscendo così più a discernere tra la propria vita e la loro.
Il burnout comporta esaurimento emotivo, depersonalizzazione, un atteggiamento spesso improntato al cinismo e un sentimento di ridotta realizzazione personale. Il soggetto tende a sfuggire l'ambiente lavorativo assentandosi sempre più spesso e lavorando con entusiasmo ed interesse sempre minori, a provare frustrazione e insoddisfazione, nonché una ridotta empatia nei confronti delle persone delle quali dovrebbe occuparsi. Il burnout si accompagna spesso ad un deterioramento del benessere fisico, a sintomi psicosomatici come l'insonnia e psicologici come la depressione. I disagi si avvertono dapprima nel campo professionale, ma poi vengono con facilità trasportati sul piano personale: l'abuso di alcol, di sostanze psicoattive ed il rischio di suicidio sono elevati nei soggetti affetti da burnout.
La prevalenza della sindrome nelle varie professioni non è ancora stata chiaramente definita, ma sembra essere piuttosto elevata tra operatori sanitari quali medici e infermieri (ad esempio, secondo un recente studio olandese in Psychological Reports, non meno del 40% dei medici di base andrebbe incontro ad elevati livelli di burnout), insegnanti e poliziotti.

## Gli elementi principali
Maslach e Leiter nel 2000 hanno perfezionato le componenti della sindrome attraverso tre dimensioni: 
- deterioramento dell'impegno nei confronti del lavoro;
- deterioramento delle emozioni originariamente associate al lavoro;
- un problema di adattamento tra la persona ed il lavoro, a causa delle eccessive richieste di quest'ultimo.

In tal senso il burnout diventa una sindrome da stress non più esclusiva delle professioni d'aiuto, ma probabile in qualsiasi organizzazione di lavoro.
William Powell ha dimostrato la correlazione tra burnout ed alienazione negli assistenti sociali.

## Le fasi
In qualsiasi organizzazione di lavoro, la sindrome si manifesta generalmente seguendo quattro fasi.
- La prima, preparatoria, è quella dell'"entusiasmo idealistico" che spinge il soggetto a scegliere un lavoro con un complesso coinvolgimento delle emozioni.
- Nella seconda ("stagnazione") il soggetto, sottoposto a carichi di lavoro e di stress eccessivi, inizia a rendersi conto di come le sue aspettative non coincidano con la realtà lavorativa. L'entusiasmo, l'interesse ed il senso di gratificazione legati alla professione iniziano a diminuire.
- Nella terza fase ("frustrazione") il soggetto affetto da burnout avverte sentimenti di inutilità, di inadeguatezza, di insoddisfazione, uniti alla percezione di essere sfruttato, oberato di lavoro e poco apprezzato; spesso tende a mettere in atto comportamenti di fuga dall'ambiente lavorativo, ed eventualmente atteggiamenti aggressivi verso gli altri o verso se stesso.
- Nel corso della quarta fase ("apatia") l'interesse e la passione per il proprio lavoro si spengono completamente e all'empatia subentra l'indifferenza, fino ad una vera e propria "morte professionale".

## Cause
Le cause più frequenti di burnout sono:
- sovraccarico di lavoro: il disadattamento è presente quando la persona percepisce un carico di lavoro eccessivo (le richieste lavorative sono così elevate da esaurire le energie individuali al punto da non rendere possibile il recupero), quando, anche in presenza di un carico ragionevole, il tipo di lavoro non è adatto alla persona (si percepisce di non avere le abilità per svolgere una certa attività) e quando il carico emotivo del lavoro è troppo elevato (il lavoro scatena una serie di emozioni che sono in contraddizione con i sentimenti della persona).
- senso di impotenza: il soggetto non ritiene che ciò che fa o vuole fare riesca ad influire sull'esito di un determinato evento.
- mancanza di controllo: il disadattamento si verifica quando l'individuo percepisce di avere insufficiente controllo sulle risorse necessarie per svolgere il proprio lavoro oppure quando non ha sufficiente autorità per attuare l'attività nella maniera che ritiene più efficace.
- riconoscimento: si ha disadattamento quando si percepisce di ricevere un riconoscimento inadeguato per il lavoro svolto.
- senso di comunità: è presente disadattamento quando crolla il senso di appartenenza comunitario all'ambiente di lavoro, ovvero quando si percepisce che manca il sostegno, la fiducia reciproca ed il rispetto e le relazioni vengono vissute in modo distaccato ed impersonale.
- assenza di equità: si ha disadattamento quando non viene percepita l'equità nell'ambiente di lavoro in ambiti quali, ad esempio, l'assegnazione dei carichi di lavoro e della retribuzione o l'attribuzione di promozioni e avanzamenti di carriera.
- valori contrastanti: il disadattamento nasce quando si vive un conflitto di valori all'interno del contesto di lavoro e cioè quando la persona non condivide i valori che l'organizzazione trasmette oppure quando i valori non trovano corrispondenza, a livello organizzativo, nelle scelte operate e nella condotta.
- facile identificazione, del personale con la malattia.

Yves Clot fornisce un'ulteriore analisi:
(Yves Clot, La funzione psicologica del lavoro)
L'esperienza nelle fabbriche Peugeot di Sochaux è descritta nel saggio Retour sur la condition ouvrière ("Ritorno sulla condizione operaia").

## Conseguenze

### A livello individuale
- Atteggiamenti negativi verso i clienti/utenti
- Atteggiamenti negativi verso se stessi
- Atteggiamenti negativi verso il lavoro
- Atteggiamenti negativi verso la vita
- Calo della soddisfazione lavorativa
- Calo dell'impegno verso l'organizzazione
- Riduzione della qualità della vita personale
- Peggioramento dello stato di salute

### A livello organizzativo
- Aumento dell'assenteismo
- Aumento del ricambio di personale
- Calo della performance
- Calo della qualità del servizio
- Calo della soddisfazione lavorativa

## Misurazione
Per misurare il burnout ci sono diverse scale ma è da ricordare la scala di Maslach: un questionario di 22 domande atte a stabilire se nell'individuo sono attive dinamiche psicofisiche che rientrano nel burnout. A ogni domanda il soggetto interessato deve rispondere inserendo un valore da 0 a 6 per indicare intensità e frequenza con cui si verificano le sensazioni descritte nella domanda stessa.